# Тучин, Георгий Владимирович
Георгий Владимирович Тучин (24 ноября 1914, Евпатория, Таврическая губерния — 5 августа 1945) — гвардии капитан, участник Советско-финляндской и Великой Отечественной войн, командир 94-й отдельной штрафной роты 33-й армии Рабоче-крестьянской Красной армии, Герой Советского Союза.

## Биография
Родился 24 ноября 1914 года в городе Евпатория, Таврическая губерния, Российская империя, в семье служащего. Окончил 9 классов. Работал токарем на заводе «Красный молот» в городе Грозный Чечено-Ингушской АССР.
В РККА с ноября 1936 года; призван в ряды Красной армии Грозненским горвоенкоматом. В 1939 году окончил Бакинское военное пехотное училище.
Участник советско-финляндской войны 1939—1940 годов.
С 22 июня 1941 года на фронте Великой Отечественной войны. Сражался на Южном, Кавказском, 2-м Белорусском фронтах. Дважды, 26 июля 1941 года и 29 августа 1942 года, был ранен.
14 января 1945 года, в ходе Висло-Одерской наступательной операции, при прорыве сильно укреплённой обороны противника на левом берегу Вислы в направлении польского города Радом, приданная 362-й стрелковой дивизии 62-го стрелкового корпуса 9-я отдельная штрафная рота 33-й армии 1-го Белорусского фронта, под командованием старшего лейтенанта Георгия Тучина выбила противника с занимаемых позиций, за три дня боёв продвинулась вперёд до 65 километров и уничтожила большое количество живой силы противника.
27 февраля 1945 года Указом Президиума Верховного Совета СССР за мужество, отвагу и героизм, командиру 94-й отдельной штрафной роты 33-й армии старшему лейтенанту Тучину Георгию Владимировичу присвоено звание Героя Советского Союза с вручением ордена Ленина и медали «Золотая Звезда».
Позже командовал стрелковым батальоном в 271-м гвардейском стрелковом полку 88-й гвардейской стрелковой дивизии 28-го гвардейского стрелкового корпуса 8-й гвардейской армии 1-го Белорусского фронта, был начальником штаба полка.
5 августа 1945 года гвардии капитан Георгий Владимирович Тучин погиб в автокатастрофе. Похоронен в городе Познань.

## Награды
- Звание Героя Советского Союза с вручением ордена Ленина и медали «Золотая Звезда»

## Память
- Именем Г. В. Тучина названа улица в Евпатории.